# Ромашки (Волгоградская область)
Ромашки (нем. Straßburg) — посёлок сельского типа в Палласовском районе Волгоградской области, административный центр Ромашковского сельского поселения. Основан в 1860 году как немецкая колония Штрасбург.
Население - 1253 (2010)
Посёлок находится в северо-западной части района, примерно в 15 км к западу от разъезда 193 км на линии Красный Кут — Астрахань Приволжской железной дороги.
Вблизи села находится пруд из которого берёт начало река Яма которая сливается с рекой Куба и впадает в Ерусланский залив Волгоградского водохранилища.

## История
Основан в 1860 году выходцами из Усть-Кулалинки (Галка), Щербаковки (Мюльберг), Верхней Грязнухи (Крафт), Буйдакова Буерака (Шваб), Верхней Кулалинки (Гольштейн), Нижней Добринки и Голого Карамыша (Бальцер). До октября 1918 года - волостное село Ромашской волости, до 1914 года - немецкая колония Торгунской волости Новоузенского уезда Самарской губернии.
В 1871 году открыто земское училище.
По сведениям Самарского губернского статистического комитета за 1910 год в селе Штрасбург считалось 328 дворов с числом жителей 1305 мужского пола и 1292 - женского, всего - 2597 душ обоего пола поселян-собственников, немцев, лютеран. Количество надельной земли удобной показано 9515 десятин, неудобной - 9768 десятин. Село имело молитвенный дом, земскую школу, земскую станцию, фельдшера, 2 маслобойни, 2 мельницы с нефтяным двигателем и 3 ветряных мельницы.
После образования в 1918 году трудовой коммуны (автономной области) немцев Поволжья село Штрасбург входило сначала в Торгунский район Ровенского уезда (до ликвидации уездов в 1921 г.); 15 мая 1921 года декретом ВЦИК РСФСР Торгунский район был переименован в Палласовский район, а в 1922 года преобразован в Палласовский кантон, к которому село относилось вплоть до ликвидации АССР немцев Поволжья в 1941 году. В советский период село Штрасбург являлось административным центром Штрасбургского сельского совета.
Население села сократилось в период голода 1921-22 годов: в 1921 году родились 78 человек, умерли – 69. В 1926 году имелись сельсовет, кооперативная лавка, сельскохозяйственное кредитное товарищество, начальная и средняя школа, изба-читальня. В 1930-е годы организована МТС.
До 1927 года село имело два названия: неофициальное немецкое Штрасбург и официальное русское - Ромашки. В 1927 году постановлением ВЦИК "Об изменениях в административном делении Автономной С.С.Р. Немцев Поволжья и о присвоении немецким селениям прежних наименований, существовавших до 1914 года" селу Ромашки Палласовского кантона присвоено название Штрасбург.
28 августа 1941 года был издан Указ Президиума ВС СССР о переселении немцев, проживающих в районах Поволжья, немецкое население депортировано. 7 сентября 1941 года село Штрасбург, как и другие населённые пункты Палласовского кантона, вошло в состав Сталинградской области. Указом Президиума Верховного Совета РСФСР от 04 апреля 1942 года № 620/34 село Штрасбург было переименовано в село Ромашки

## Население
Динамика численности населения по годам:
| 1859 | 1883 | 1889 | 1897 | 1904 | 1910 | 1920 | 1922 | 1926 | 1931 | 1987  | 2002 |
| ---- | ---- | ---- | ---- | ---- | ---- | ---- | ---- | ---- | ---- | ----- | ---- |
| 335  | 1057 | 1483 | 1695 | 2360 | 2597 | 3522 | 2835 | 2640 | 3091 | ≈1600 | 1215 |

| 2010 |
| ---- |
| 1253 |